# Santa Cruz (Carache)
Pour les articles homonymes, voir Santa Cruz.
Santa Cruz est l'une des cinq paroisses civiles de la municipalité de Carache dans l'État de Trujillo au Venezuela. Sa capitale est La Cuchilla.